# Ophiopyrgus biocalae
Ophiopyrgus biocalae is een slangster uit de familie Ophiuridae.
De wetenschappelijke naam van de soort werd in 1991 gepubliceerd door C. Vadon.